# Magyarországi bábszínházak listája
Magyarországon  (2019-ben) tizennégy állandó játszóhellyel rendelkező hivatásos bábszínház működik, melyek mellett számos független, családi és magántársulat is található. A hivatásos bábművészek szakmai érdekképviseleti szerve a Magyar Bábművészek Szövetsége.

## Magyarországi  hivatásos, állandó játszóhellyel rendelkező bábszínházak listája
- BábSzínTér (Kaposvár)[1]
- Bóbita Bábszínház (Pécs)[2]
- Budapest Bábszínház (Budapest)[3]
- Ciróka Bábszínház (Kecskemét)[4]
- Griff Bábszínház (Zalaegerszeg)[5]
- Harlekin Bábszínház (Eger)[6]
- Kabóca Bábszínház (Veszprém)[7]
- Kolibri Színház (Budapest)[8]
- Kövér Béla Bábszínház (Szeged)[9]
- Mesebolt Bábszínház (Szombathely)[10]
- Csodamalom Bábszínház (Miskolc)[11]
- Napsugár Bábszínház (Békéscsaba)[12]
- Vaskakas Bábszínház (Győr)[13]
- Vojtina Bábszínház (Debrecen)[14]
- Pegazus Szìnhàz (Pàpa)

## Magyarországi hivatásos független bábszínházak listája
- Aranyszamár Bábszínház (Budapest)[15]
- BÁBaKALÁCS BÁBSZÍNHÁZ (Szár)[16]
- Fabók Mancsi Bábszínháza (Zsámbék)[17]
- Fabula Bábszínház (Budapest)[18]
- Figurina Animációs Kisszínpad (Budapest)[19]
- Hepp Trupp (Debrecen)[20]
- KL Színház (Győr)[21]
- Ládafia Bábszínház (Biatorbágy)[22]
- Magamura Alkotóműhely (Hottó)[23]
- Majoros Ági Bábszínháza (Budapest)[24]
- MárkusZínház (Pécs)[25]
- Mikropódium Családi Bábszínház (Budapest)[26]
- Tintaló Társulás (Kecskemét)[27]
- Tűzoltó bábszínház (Budapest)
- Ziránó Színház (Hottó)[28]
- Cimbora Produkció (Biatorbágy)

## Külső hivatkozások
- A Magyar Bábművészek Szövetségének hivatalos oldala